# Jakob Friedrich von Berg
Jakob Friedrich von Berg (* 4. Februar 1734; † 19. Dezember 1797 in Ratibor) war ein preußischer Generalmajor und Chef des Kürassierregiments Nr. 12.

## Leben

### Herkunft
Seine Eltern waren Franz Jakob von Berg (* 1706; † 3. Februar 1739), Herr auf Neuhof, Leutnant im Kürassierregiment Nr. 9, und dessen Ehefrau Charlotte Tugendreich, geborene von Heydeck (1710–1766) aus dem Haus Neuhof.

### Militärkarriere
Berg wurde 1748 Standartenjunker im Kürassierregiment Nr. 9 und am 27. Juni 1754 Kornett. Während des Siebenjährigen Krieges kämpfte er bei Prag, Breslau, Zorndorf, Hochkirch sowie den Belagerungen von Prag und Schweidnitz. In dieser Zeit wurde er am 24. Januar 1758 zum Leutnant befördert. In der Schlacht von Breslau wurde er durch einen Stich in die Hand verwundet.
Nach dem Krieg wurde er am 14. September 1766 zum Stabsrittmeister und am 5. Oktober 1768 zum Rittmeister und Kompaniechef befördert. Als solcher nahm er am Bayerischen Erbfolgekrieg teil. Am 3. November 1779 wurde Berg Major des Regiments Nr. 9, am 27. Juni 1788 Oberstleutnant und am 18. September 1790 Oberst. Er erhielt die Stelle als Regimentskommandeur am 17. November 1793 und wurde am 12. Januar 1795 zum Generalmajor befördert. Am 2. Oktober 1796 ernannte der König Berg zum Chef des Kürassierregiments Nr. 12.

### Familie
Berg war mit Johanna Christiane Neumann (* 24. April 1760; † 28. Januar 1819) aus Löwen (Kr. Brieg) verheiratet.

## Einzelnachweis
1. ↑  Das Gut Neuhof wurde 1754 von Charlotte von Berg gekauft und unter ihren Kindern Jakob Friedrich und Wilhelm Christoph verteilt. nach: Literarische Gesellschaft Masovia, Mitteilungen. Bände 9–12. S. 89.

| Personendaten    | Personendaten                                                |
| ---------------- | ------------------------------------------------------------ |
| NAME             | Berg, Jakob Friedrich von                                    |
| KURZBESCHREIBUNG | preußischer Generalmajor, Chef des Kürassierregiments Nr. 12 |
| GEBURTSDATUM     | 4. Februar 1734                                              |
| STERBEDATUM      | 19. Dezember 1797                                            |
| STERBEORT        | Ratibor                                                      |